# 巴拉索尔
巴拉索尔（奥里亚语：ବାଲେଶ୍ଵର）（亦称巴莱什瓦尔）是奥里萨邦的一个战略城市，在首府布巴内什瓦尔北部约194公里。它是巴拉索尔县行政中心。它以Chandipur海滩而闻名。